# اغتصاب في السجون

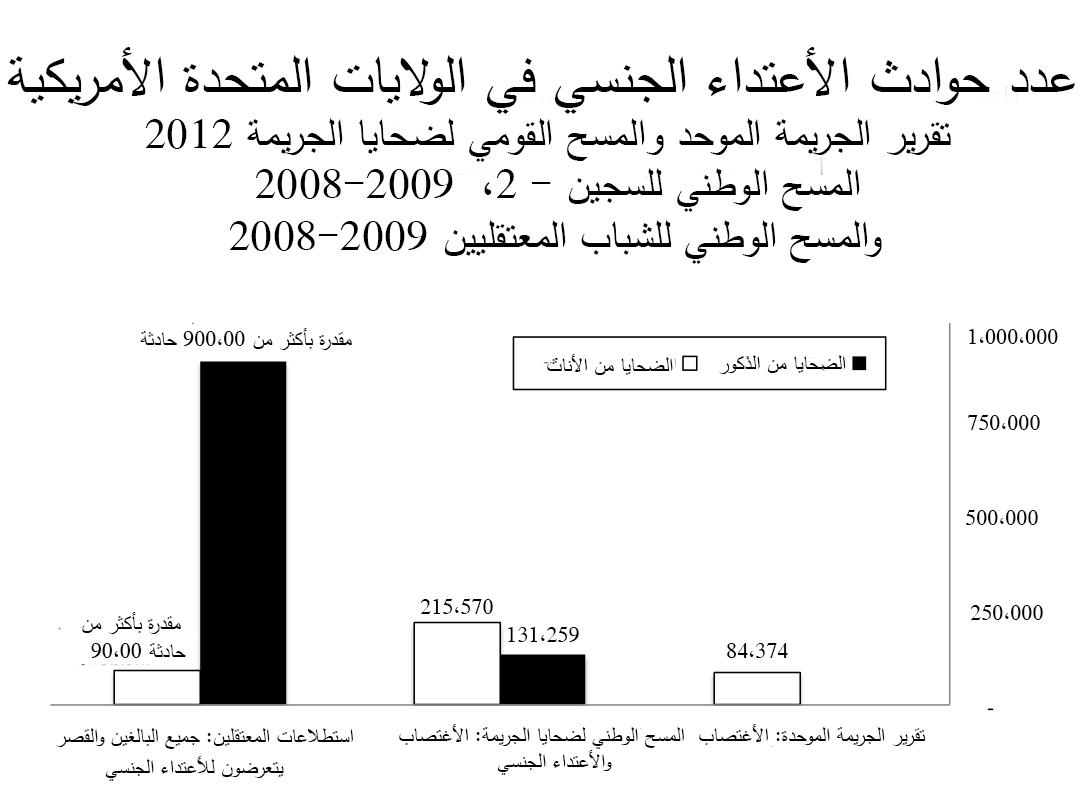

الاغتصاب في السجون يشير إلى حالات الاغتصاب التي تحدث في السجن. وقد دخل هذا المصطلح حيز الاستخدام العام للإشارة إلى حالات تعرض السجناء للاغتصاب على يد سجناء آخرين، وهو أقل شيوعًا للتعبير عن اغتصاب السجناء من قبل العاملين بالسجن، وأقل شيوعًا من ذلك أيضًا للإشارة إلى تعرض العاملين للاغتصاب على يد السجناء.
الغالبية الساحقة من حالات الاغتصاب التي تحدث في السجون الأمريكية هي رجال يُغتصبون من قبل رجال آخرين.
تَعتبر بعض السلطات القضائية بأن أي اتصال جنسي لموظفي السجون مع السجناء هو غير قانوني بغض النظر عن موافقتهم.
في بعض الأحيان، يدل الوشم بشكل الدمعة المعروف على أن صاحبه قد تعرض للاغتصاب خلال فترة حبسه وأن المغتصب قد وشمه بوشم على شكل دمعة تحت العين كوسيلة لوَسْم هذا السجين على أنه أحد ممتلكات المغتصب وكوسيلة لإهانة السجين وإذلاله أثناء فترة وجوده في السجن نظراً لأن الوشم تحت العين غير قابل للتغطية.

## حسب البلد

### الولايات المتحدة
إن الوعي العام بظاهرة الاغتصاب في السجون قد تشكل حديثًا إلى حد ما وتقديرات انتشاره تفاوتت بشكل كبير على مدى عقود. في عام 1974 كتب كارل ويس وديفيد جيمس فراير أنه إذا حدث في أحد الأيام وتم سجن 46 مليون أمريكي، فيزعمان أنه من هذا العدد سوف يتعرض 10 ملايين للاغتصاب.
يذكر تقرير وزارة العدل الأمريكية، الإيذاء الجنسي في السجون والمعتقلات الذي يبلغ عنه السجناء، أنه «في عامي 2011 - 2012، أفاد ما يقدر بحوالي 4.0% من نزلاء السجون الحكومية والفيدرالية، و3.2% من نزلاء المعتقلات بتعرضهم لحادثة أو أكثر من حوادث الإيذاء الجنسي على يد سجين آخر أو العاملين بالمنشأة في 12 شهرًا الماضية أو منذ دخولهم السجن، إذا كانت المدة أقل من الـ 12 شهرًا». ولكن يطعن المناصرون في دقة هذه الأرقام، قائلين بأنها أقل من العدد الحقيقي لحالات الاعتداء الجنسي في السجون، ولا سيما بين الأحداث.
ويقدر تقييم عام 1992 لمكتب السجون الفيدرالي أنه بين 9 و20 في المائة من السجناء قد تعرضوا للاعتداء الجنسي.وتوصلت الدراسات في عامي 1982 و1996 أن المعدل يقع بين 12 و14 في المائة. ودراسة دانيال لوكوود عام 1986 تضع العدد لما يقرب من 23 في المائة في السجون مشددة الحراسة في نيويورك. وفي المقابل أظهر مسح كريستين سوم في عام 1994 أن ما بين 101 سجين يتعرض 5 منهم للاعتداء الجنسي.
لقد كان قانون القضاء على الاغتصاب في السجون لعام 2003 أول قانون فيدرالي بالولايات المتحدة يتم إصداره خصيصًا للتعامل مع حالات الاعتداء الجنسي في السجون. وقد تم التوقيع على المشروع لكي يصبح قانونًا في 4 سبتمبر عام 2003.

### الهند
لقد كانت قضية اغتصاب ماتورا هي واقعة اغتصاب حدثت في منطقة شاندرابور في ولاية ماهاراشترا في الهند في 26 مارس عام 1972. وبعد أن برأت المحكمة العليا المتهم، كان هناك غضب شعبي عارم واحتجاجات أدت في النهاية إلى تعديلات في قانون الاغتصاب الهندي.

### إيران
ينتشر العنف الجنسي ضد السجناء السياسيين في إيران ويتم تجاهله ظاهرياً أو حتى تيسيره قبل السلطات.
كما يقال بأنه قد تم استخدام الاغتصاب من قبل المحققين في إيران لعقود. كان اغتصاب السجينات السياسيات في الثمانينات في أعقاب الثورة الإسلامية الإيرانية سائداً لدرجة أنه دفع حسين علي منتظري النائب الأعلى للزعيم الأعلى آية الله الخميني إلى كتابة رسالة إلى الخميني في تاريخ السابع من أكتوبر/تشرين الأول من عام 1986 محتواها التالي: «هل تعلم أن الشابات يتعرضن للاغتصاب في بعض سجون الجمهورية الإسلامية؟».
قام عضوان بارزان في مجتمع حقوق الإنسان في إيران وهما المحامي والداعم لحركة النسوية شادي صدر والمدون والناشط مجتبى سامينجد بنشر مقالات على الإنترنت من داخل إيران تقول بأن الاغتصاب في السجون موجود في المعتقلات الإيرانية منذ زمن طويل.
في أعقاب الانتخابات الرئاسية لعام 2009، قال المرشح الرئاسي الإيراني مهدي كروبي إن العديد من المتظاهرين المحتجزين خلف القضبان في سجن إيفين قد تعرضوا للاغتصاب الوحشي وذلك وفقاً لرسالة سرية تلقاها رجل الدين والرئيس السابق أكبر هاشمي رفسنجاني.

## وصلات خارجية
- Just Detention International Organization campaigning against prison rape
- National Prison Rape Elimination Commission
- ”"rented+out"+for+sexual+favors,+and+a+lot+of+the+guys+who+rented+me+are+not+rapists,+or+assaulted+as+children,+or+any+other+stereotypical+model.+They+just+wanted+some+sexual+satisfaction,+even+though&source=bl&ots=d8ddEQj03r&sig=YNyKoHF7ZqmGEBgnXrg042r7aK4&hl=en&ei=c9vdS9DwG4KnOMyboZUH&sa=X&oi=book_result&ct=result&resnum=2&ved=0CAoQ6AEwAQ#v=onepage&q=I%20was%20"rented%20out"%20for%20sexual%20favors,%20and%20a%20lot%20of%20the%20guys%20who%20rented%20me%20are%20not%20rapists,%20or%20assaulted%20as%20children,%20or%20any%20other%20stereotypical%20model.%20They%20just%20wanted%20some%20sexual%20satisfaction,%20even%20though&f=false No Escape: Male Rape in U.S. Prisons - هيومن رايتس ووتش at كتب جوجل